# Лейк-Алманор-Вест (Каліфорнія)
Лейк-Алманор-Вест (англ. Lake Almanor West) — переписна місцевість (CDP) в США, в окрузі Плумас штату Каліфорнія. Населення — 211 особа (2020).

## Географія
Лейк-Алманор-Вест розташований за координатами 40°14′1″ пн. ш. 121°12′7″ зх. д. / 40.23361° пн. ш. 121.20194° зх. д. (40.233573, -121.202075).  За даними Бюро перепису населення США в 2010 році переписна місцевість мала площу 5,92 км², уся площа — суходіл.

## Демографія
Згідно з переписом 2010 року, у переписній місцевості мешкало 270 осіб у 134 домогосподарствах у складі 113 родин. Густота населення становила 46 осіб/км².  Було 475 помешкань (80/км²).
Расовий склад населення:
| - 95,9 % — білих - 0,4 % — вихідців з тихоокеанських островів - 0,4 % — корінних американців - 0,4 % — чорних або афроамериканців |

До двох чи більше рас належало 2,6 %. Частка іспаномовних становила 4,1 % від усіх жителів.
За віковим діапазоном населення розподілялося таким чином: 4,4 % — особи молодші 18 років, 43,7 % — особи у віці 18—64 років, 51,9 % — особи у віці 65 років та старші. Медіана віку мешканця становила 65,4 року. На 100 осіб жіночої статі у переписній місцевості припадало 107,7 чоловіків;  на 100 жінок у віці від 18 років та старших — 106,4 чоловіків також старших 18 років.
За межею бідності перебувало 9,6 % осіб, у тому числі 0,0 % дітей у віці до 18 років та 11,7 % осіб у віці 65 років та старших.
Цивільне працевлаштоване населення становило 62 особи. Основні галузі зайнятості: фінанси, страхування та нерухомість — 82,3 %, виробництво — 17,7 %.